# Distretto di Khiri Mat
Il distretto di Khiri Mat (in thailandese: คีรีมาศ) è un distretto (amphoe) della Thailandia, situato nella provincia di Sukhothai.